# 國泰證券投資信託
國泰證券投資信託（簡稱國泰投信），為台灣的投信公司，成立於2000年2月，為國泰金控100%持股的子公司，主要營業項目包括投資信託業務、投資顧問業務、期貨信託業務。總資產管理規模約為台灣投信業界總資產管理規模最大的投信，旗下發行有國內外股票型、貨幣市場型及期貨信託基金。

## 歷史沿革
- 2013年7月，與中國國家開發銀行（國開行）旗下全資子公司國開證券在北京共同合資設立的國開泰富基金管理公司，資本額人民幤2億元。
- 2011年6月，正式成為國泰金控100%持股子公司。
- 2000年2月，核准設立國泰證券投資信託股份有限公司。

## 海外投資
2013年7月，國泰投信與中國國家開發銀行旗下全資子公司國開證券在北京共同合資設立的國開泰富基金管理公司，資本額人民币2億元，並於同年9月於北京設立。

## 外部連結
- 國泰投信 （页面存档备份，存于）